# Mercedes-Benz W222
Mercedes-Benz W222 — модель великого (повнорозмірного) автомобіля класу люкс автомобільної преміум-марки Mercedes; шосте покоління S-класу, який прийшов на зміну Mercedes-Benz W221. Офіційна презентація відбулася 15 травня 2013 в Гамбурзі, поточне виробництво з 12 червня, продаж на авторинку з 20 липня 2013.
Дводверне купе люкс-класу на базі W222 має назву S-Klasse Coupé, а власне модель одержала внутрифірмовий індекс Mercedes-Benz C217, а кабріолет A217.
В 2017 році модель модернізували.

## Опис

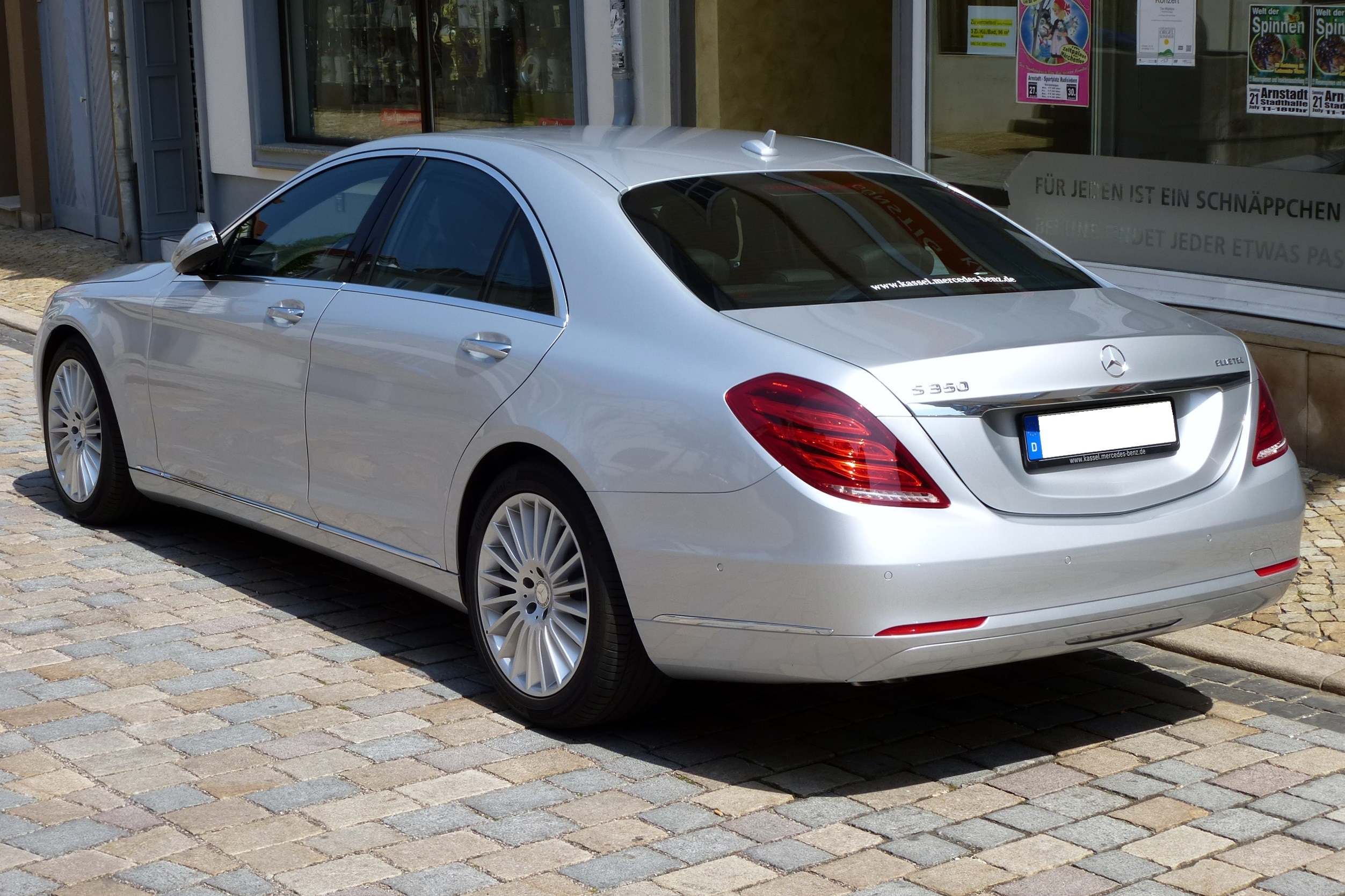
Mercedes-Benz S350 BlueTEC (W222)

Автомобіль побудований на новій модульній платформі MRA із заднім та повним приводом.

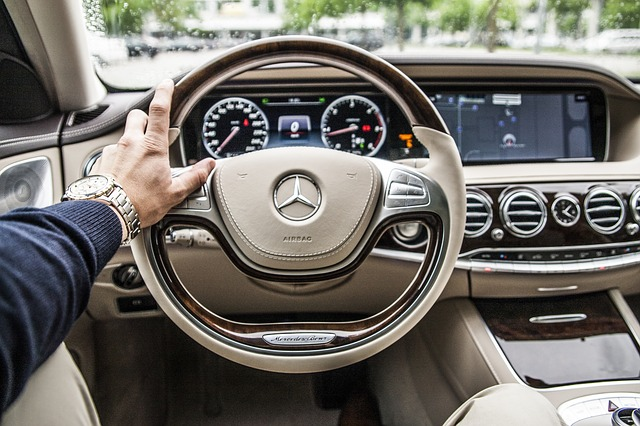

Відкриває лінійку нового S-класу в кузові W222 модель S300 BlueEFFICIENCY, з чотирициліндровим бензиновим турбодвигуном M274 потужністю 252 к. с. З'явилися моделі S400 HYBRID і S500 HYBRID. Вершиною бензинової лінійки стануть моделі S600, S63 AMG і S65 AMG. Для любителів дизелів існують моделі S350 CDI BlueTEC з двигуном OM642 і S300 BlueTEC HYBRID з силовою установкою, що поєднує електродвигун і чотирициліндровий 2,2-літровий мотор OM651. Автомобілі будуть комплектуватися 9-ст. автоматичною коробкою передач.
Все освітлення — зовнішнє і внутрішнє — виконано із застосуванням LED-технологій. У новому S-класі застосована новітня система адаптивного освітлення Highbeam Assist PLUS, яка за будь-яких дорожніх умов забезпечує максимально ефективне освітлення дороги і при цьому враховує інтереси інших учасників руху. Система Highbeam Assist PLUS, на основі даних від стереокамери та інших датчиків, відрегулює світловий пучок фар таким чином, щоб не на шкоду освітленості він не зміг засліпити зустрічного водія.
У парі з новим освітленням працює і інша новинка — Night View Assist PLUS, система нічного бачення. У своєму новому поколінні вона здатна раніше за водія помічати людей і тварин в небезпечній зоні навіть в умовах темряви і транслювати їх зображення на панель приладів. Ця система може працювати не тільки за містом, але і в міських умовах.
Для додаткового захисту задніх пасажирів в новому S-класі застосована система Beltbag — надувні ремені безпеки. Зовні вони виглядають майже як і звичайні ремені, але при аварії вони надуваються і збільшують площу свого зіткнення з людиною практично в три рази, що знижує ймовірність виникнення травм від самих ременів і служить додатковим захистом.
Нове покоління автомобілів S-класу буде доступно в кузові седан (в трьох варіантах довжини), купе (замінить купе CL-класу (C216)), кабріолет, універсал та S600 Pullman.

### Рестайлінг 2017

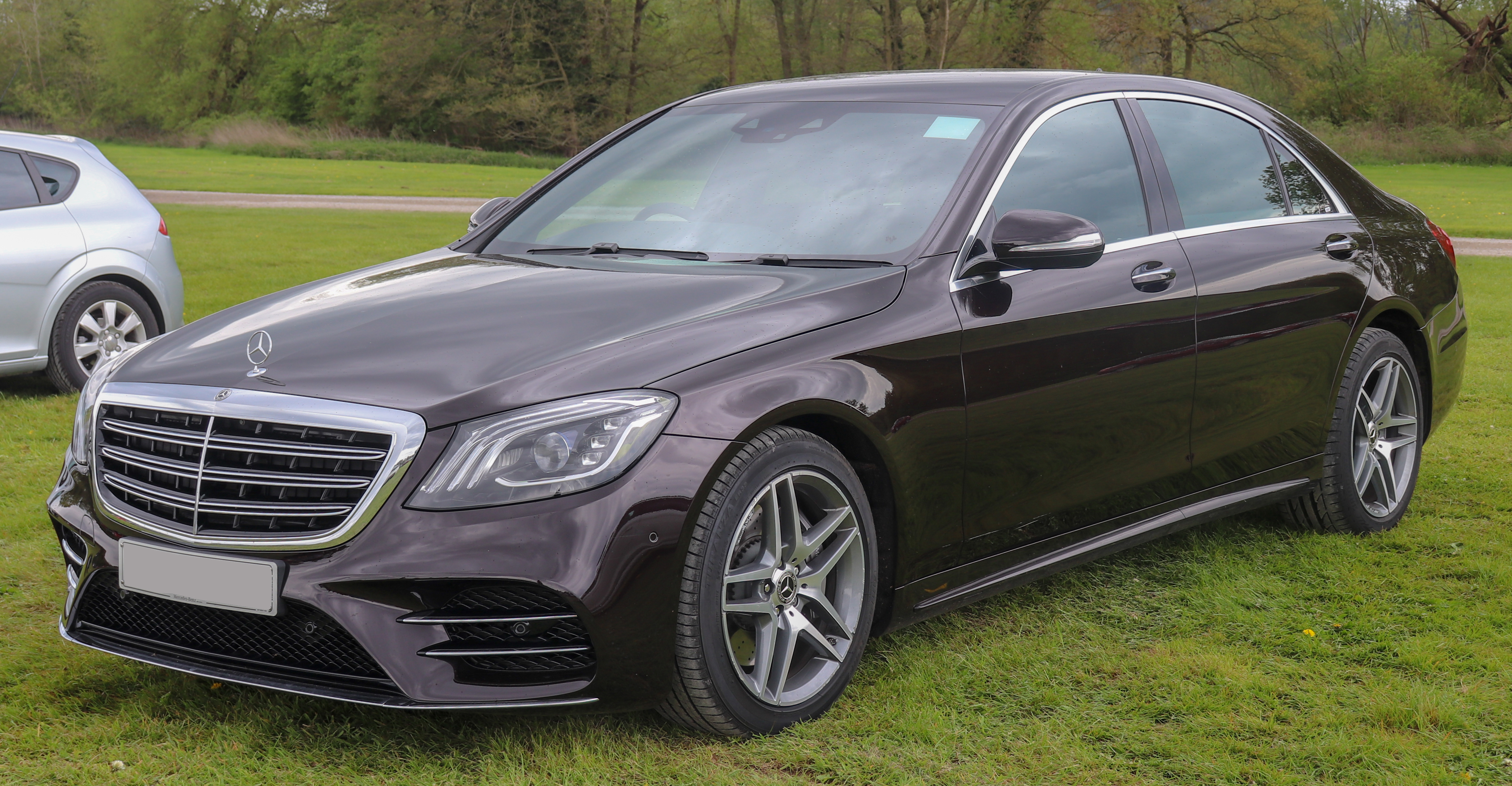
Рестайлінговий Mercedes-Benz S350d L (V222)

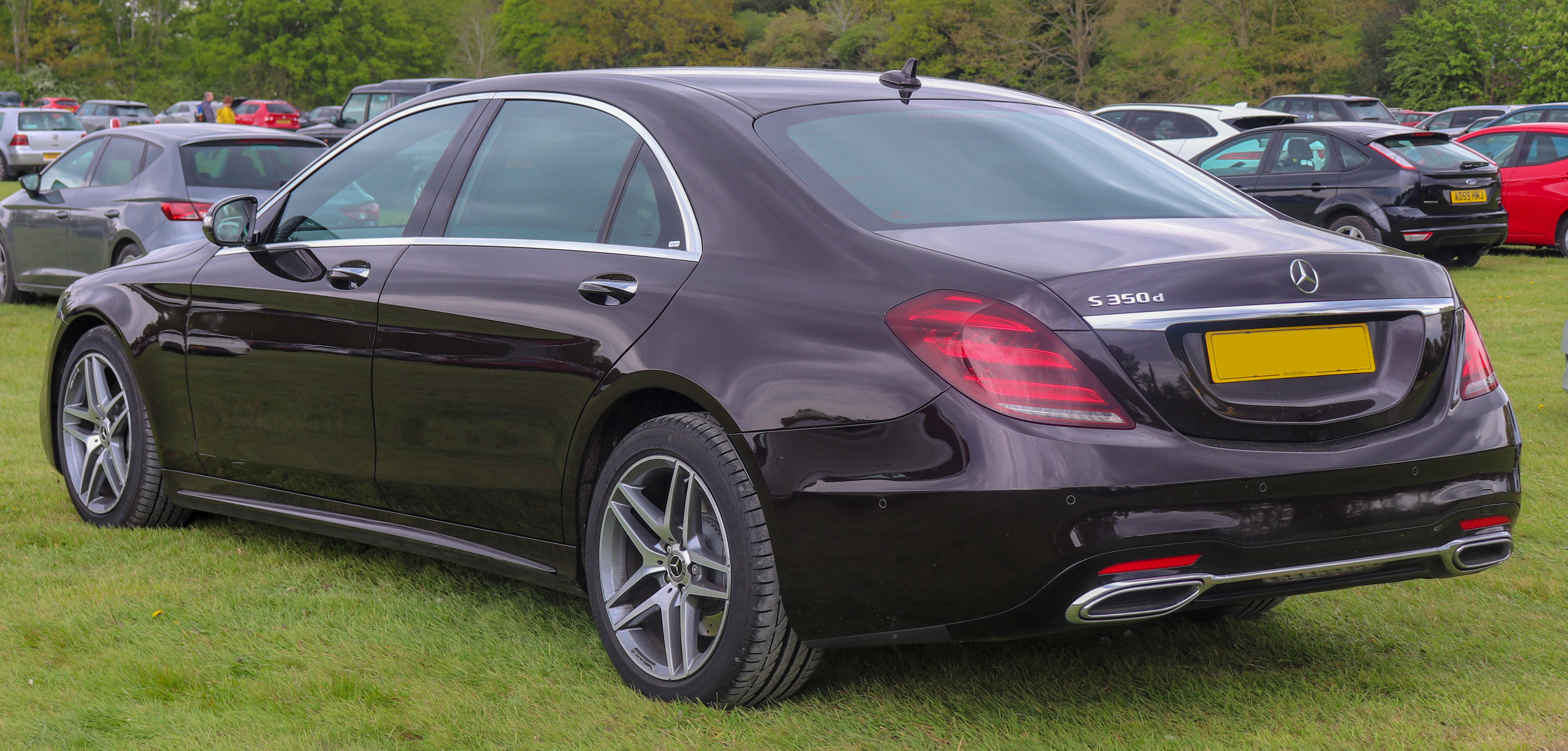
Рестайлінговий Mercedes-Benz S350d L (V222)

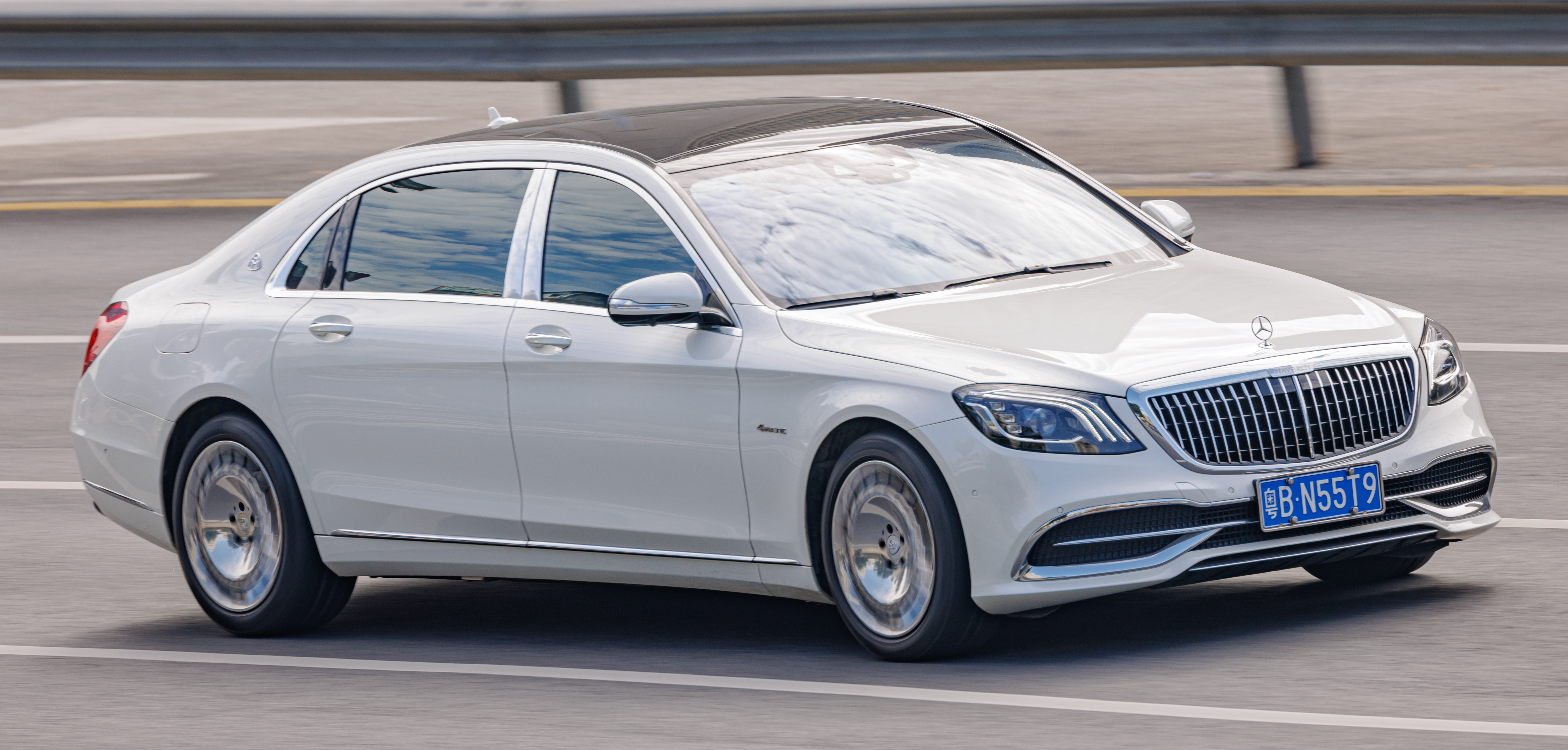
Рестайлінговий Mercedes-Maybach S650 (W222)

В рамках Шанхайського автосалону, що проходив в квітні 2017 року, компанією Mercedes-Benz була представлена рестайлінговая версія флагманського седана S-класу 222-ї серії. Як стало відомо, зміни торкнулися як зовнішність автомобіля, так і модельний ряд двигунів і список технологічних рішень. Крім базової моделі представники німецького автоконцерну представили в Шанахаї і модифікації від підрозділу Mercedes-AMG — S63 4Matic+ і S65.
У число модифікацій екстер'єру моделі увійшли нові бампера, інша передня оптика (з трьома світлодіодними смужками), оновлені задні ліхтарі (з технологією «зоряний пил», представленою на E-класі), видозмінена решітка радіатора (зовнішній вигляд варіюється від моделі до моделі), сім нових варіантів колісних дисків діаметром 17—20 дюймів, а також хромована обробка, що з'єднує патрубки вихлопної системи. Вогні заднього ходу переливаються в момент блокування або розблокування замків. В якості опції на замовлення стали доступні адаптивні фари Multibeam з автоматичним затемненням окремих секцій при наближенні до зустрічного автомобілю (фірмова система «Intelligent Light System») і далеким променем «Ultra Range», що забезпечує світловий потік більше одного люкса на дистанції понад 650 метрів. У зовнішності AMG моделей видно зміни дифузора, оптики і бамперів.
Інтер'єр рестайлінгового S-класу також зазнав деяких змін. Два 12,3-дюймових дисплея на передній панелі помістили під загальне скло. Центральний оснащується функцією «split view», завдяки якій водієві і пасажирові транслюються різні картинки одночасно. Проте, екрани не стали сенсорними. Оновився також і дизайн рульового колеса. У салоні з'явилися нові варіанти дерев'яної обробки і оновилася атмосферна світлодіодне підсвічування. До управління системою мультимедіа COMAND додані невеликі тачпади на спицях керма.
Технічному доопрацюванню і оновленню піддалися силові агрегати моделі, безліч систем допомоги водієві і різне електрообладнання. На моделях S350 d 4Matic і S400 d 4Matic замість дизельного V6 двигуна встановили рядний шестициліндровий (Р6) агрегат з нового модульного сімейства робочим об'ємом в 3,0 літра і потужністю в 286 к. с., 600 Нм і 340 к. с., 700 Нм відповідно.
З'явилася нова модель S560 4Matic з бітурбірованним двигуном V8, потужність якого становить 469 к. с., а крутний момент — 700 Нм. На потужну модифікацію Mercedes-AMG S63 встановили відомий по іншим автомобілям компанії 4,0-літровий бітурбований V8 двигун, віддача якого після регулювання склала 612 к. с. і 900 Нм. Працює він в парі з дев'ятиступеневою фірмовою трансмісією 9G-Tronic SpeedShift MCT. Завдяки даним оновлень швидкість розгону S63 AMG з 0 до 100 км/год стала складати всього 3,5 секунди. Модель S65 AMG залишилася без змін.
У продаж автомобіль надійшов влітку 2017 року.

## Двигуни
| Модель               | Роки виробництва | Код двигуна: Циліндри ГРМ | Об'єм    | Потужність                               | Крутний момент                 | Система живлення                    |
| -------------------- | ---------------- | ------------------------- | -------- | ---------------------------------------- | ------------------------------ | ----------------------------------- |
| Дизельні             |                  |                           |          |                                          |                                |                                     |
| S 300 BlueTEC HYBRID | 12/2013-         | OM651: Р4 DOHC            | 2143 см³ | 231+27 к. с. (170+20 кВт) при 4200 об/хв | 500+250 Нм при 1600-1800 об/хв | Common rail, + електродвигун        |
| S 350 BlueTEC        | 07/2013-         | OM642: V6 DOHC            | 2987 см³ | 258 к. с. (190 кВт) при 3600 об/хв       | 620 Нм при 1600-2400 об/хв     | Common rail                         |
| Бензинові            |                  |                           |          |                                          |                                |                                     |
| S 400 HYBRID         | 07/2013-         | M276: V6 DOHC             | 3498 см³ | 306+27 к. с. (225+20 кВт) при 6500 об/хв | 370+250 Нм при 3500–5250 об/хв | пряме вприскування, + електродвигун |
| S 500 PLUG-IN HYBRID | 09/2014-         | M276: V6 DOHC             | 2996 см³ | 333+116 к. с. (245+85 кВт) при об/хв     | 480+340 Нм при об/хв           | пряме вприскування, + електродвигун |
| S 500                | 07/2013-         | M278: V8 DOHC             | 4663 см³ | 455 к. с. (335 кВт) при 5250–5500 об/хв  | 700 Нм при 1800–3500 об/хв     | пряме вприскування, бітурбо         |
| S 63 AMG             | 09/2013-         | M157: V8 DOHC             | 5461 см³ | 585 к. с. (430 кВт) при 5500 об/хв       | 900 Нм при 1700–5000 об/хв     | пряме вприскування, бітурбо         |
| S 63 AMG 4MATIC+     | 07/2017-         | M177: V8 DOHC             | 3982 см³ | 612 к. с. (450 кВт) при 5500 об/хв       | 900 Нм при 1700–5000 об/хв     | пряме вприскування, бітурбо         |
| S 600 L              | 04/2014-         | M279: V12 SOHC            | 5980 см³ | 530 к. с. (390 кВт) при 4900–5300 об/хв  | 830 Нм при 1900–4000 об/хв     | пряме вприскування, бітурбо         |
| S 65 AMG L           | 03/2014-         | M279: V12 SOHC            | 5980 см³ | 630 к. с. (463 кВт) при 4800–5400 об/хв  | 1000 Нм при 2300–4300 об/хв    | пряме вприскування, бітурбо         |

## S-клас купе, кабріолет

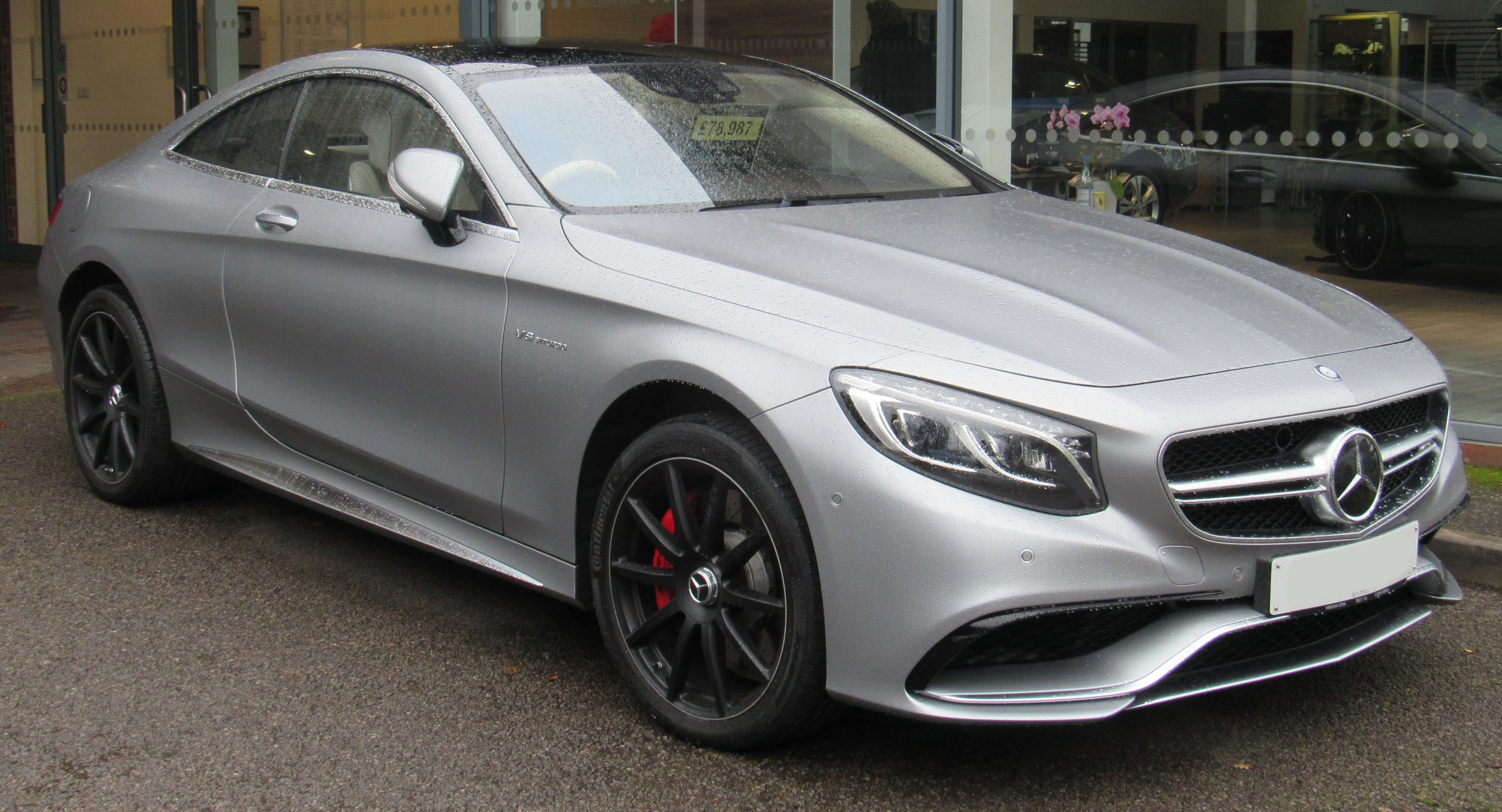
Mercedes-Benz S-Class Coupé

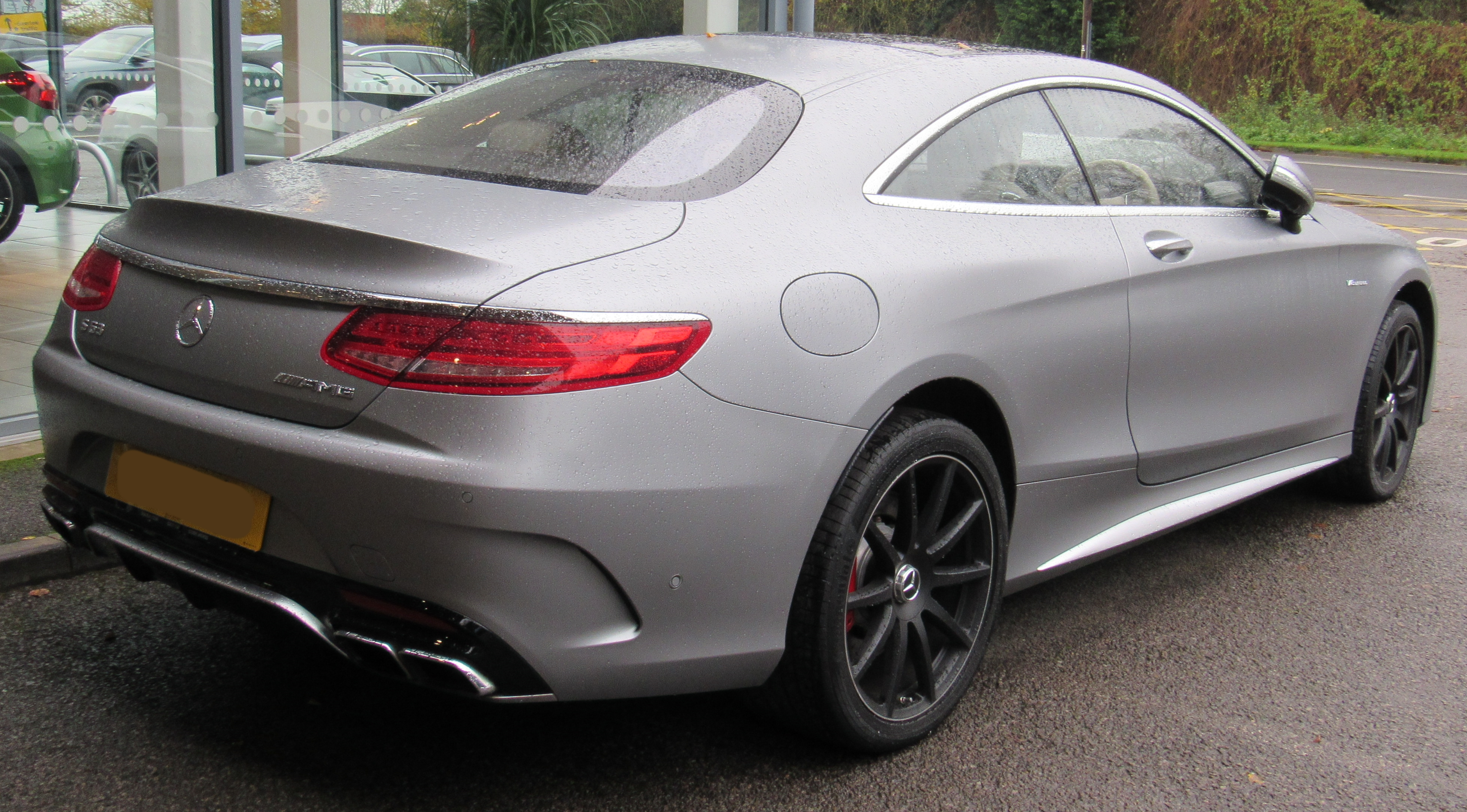
Mercedes-Benz S-Class Coupé

В вересні 2013 року на Франкфуртському автосалоні дебютував концепт-кар Mercedes-Benz S-клас купе. Серійна модель (заводський індекс C217), яка замінить Mercedes-Benz CL-Класу (C216), дебютувала на Женевському автосалоні в березні 2014 року, в продажу модель поступить в травні того ж року. Спочатку модель дебютує з бензиновим V8 потужністю 455 к. с. крутним моментом 700 Нм, версія S63 AMG отримає двигун потужністю 585 к. с., (після рестайлінгу — 612 к. с.) а S65 AMG отримає двигун потужністю 630 к. с.
Через декілька місяців дебютує і версія кабріолет.

## Mercedes-Maybach

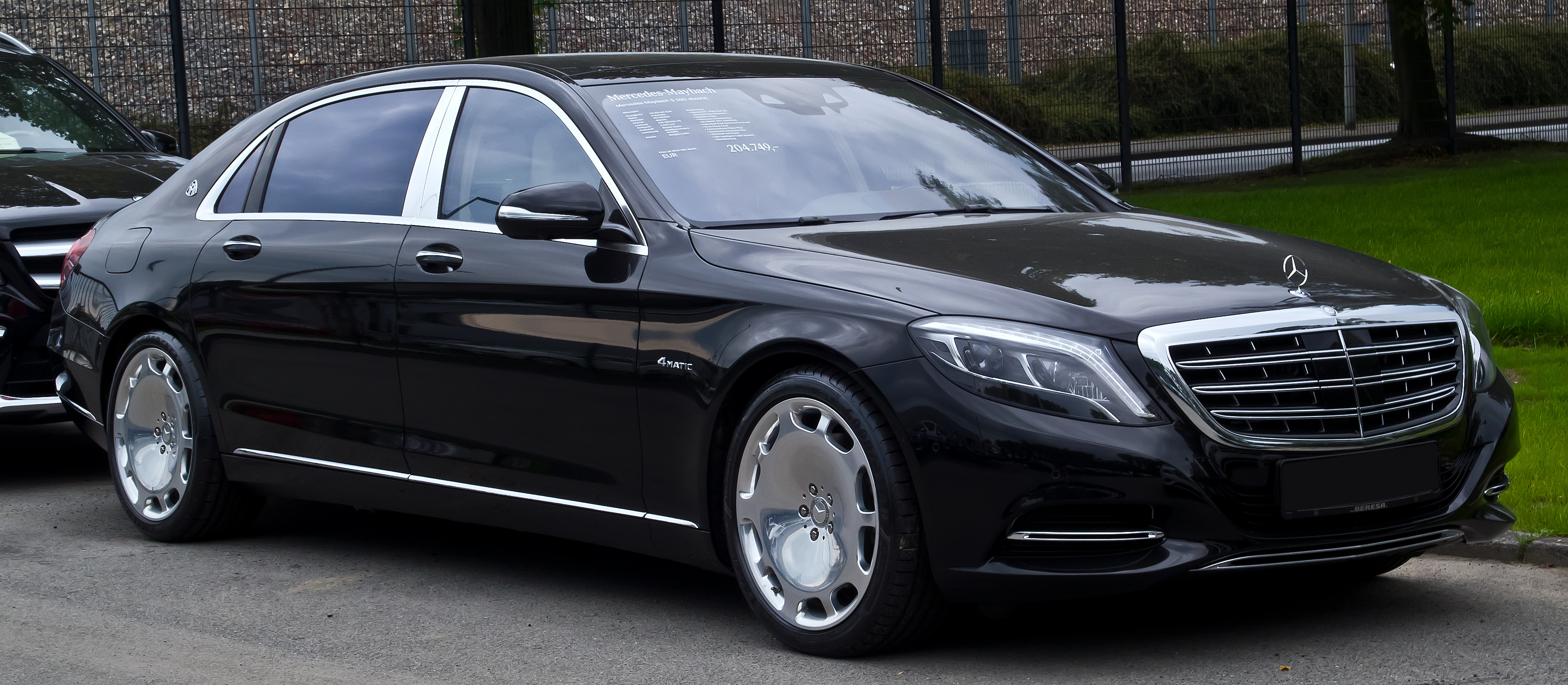
Mercedes-Maybach S500 4MATIC (X222)

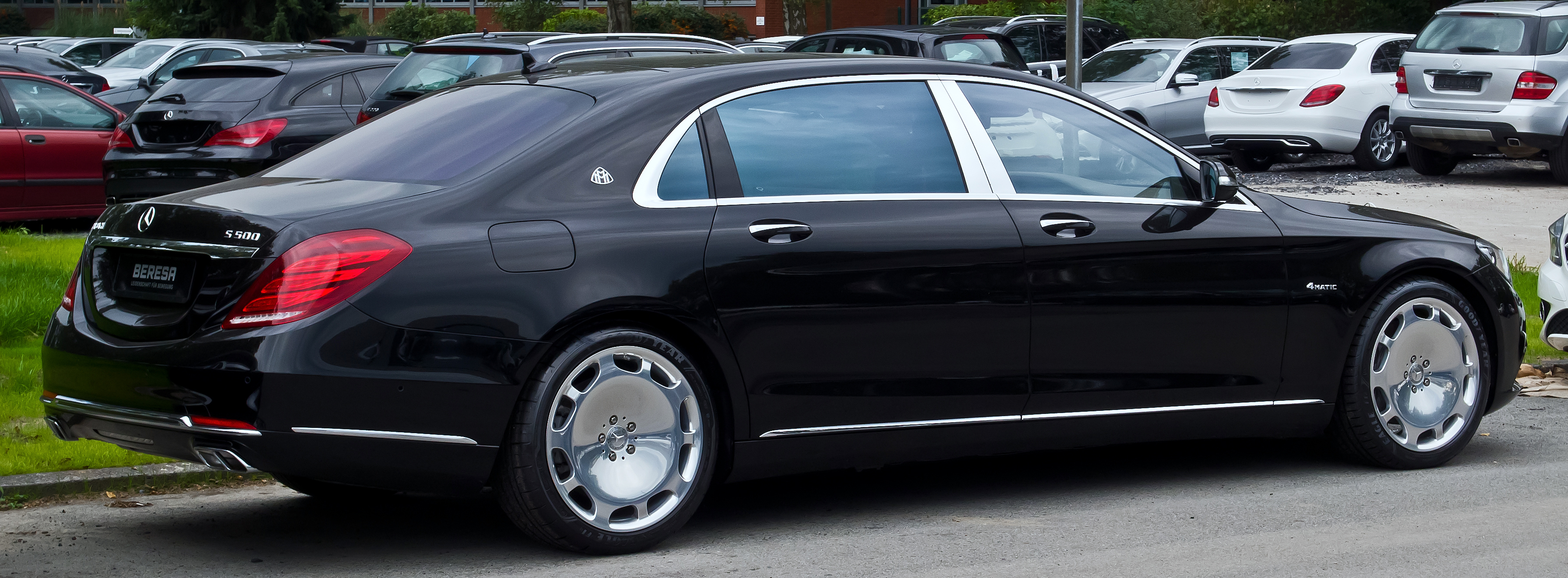
Mercedes-Maybach S500 4MATIC (X222)

В листопаді 2014 року на автосалоні в Лос-Анджелесі представили Mercedes-Maybach S довжиною 5453 мм і колісною базою 3365 мм, автомобіль оснастили двигуном 6,0 л V12 twin-turbo (S600) потужністю 530 к. с. (830 Нм) або V8 4,7 л (S500, S550 для США) потужністю 455 к. с. з опціональним повним приводом.
Для Mercedes-Maybach доступні вентильовані сидіння з обігрівом і функцією масажу, підігрів підлокітників, іонізація повітря і акустична система Burmester 3D surround sound system на 1540 ват.
Виробництво Mercedes-Maybach S500/S600 було налагоджено у вересні 2015 року в місті Пуна, Індія.

### Mercedes-Maybach Pullman

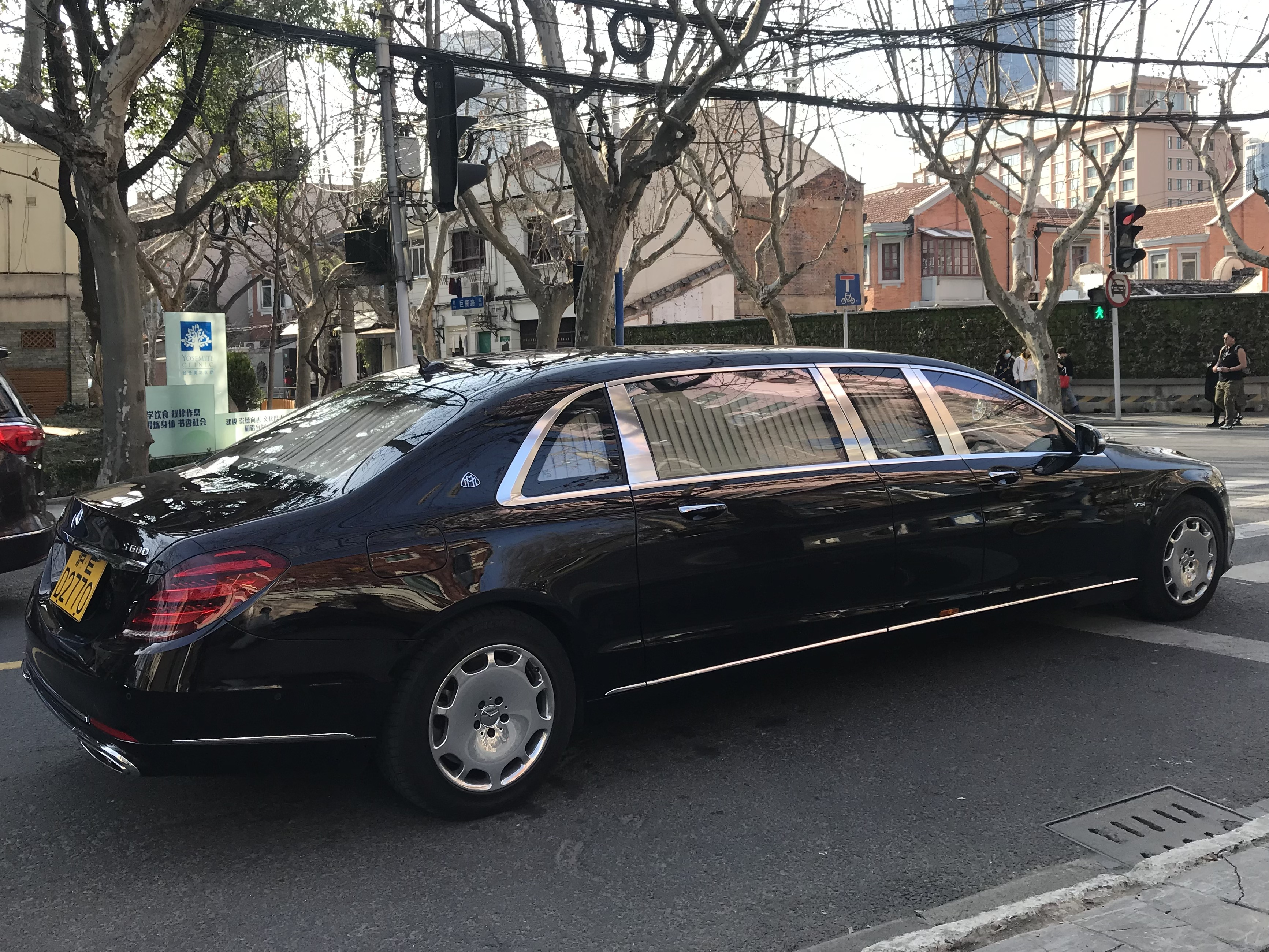
Mercedes-Maybach S680 Pullman (VV 222)

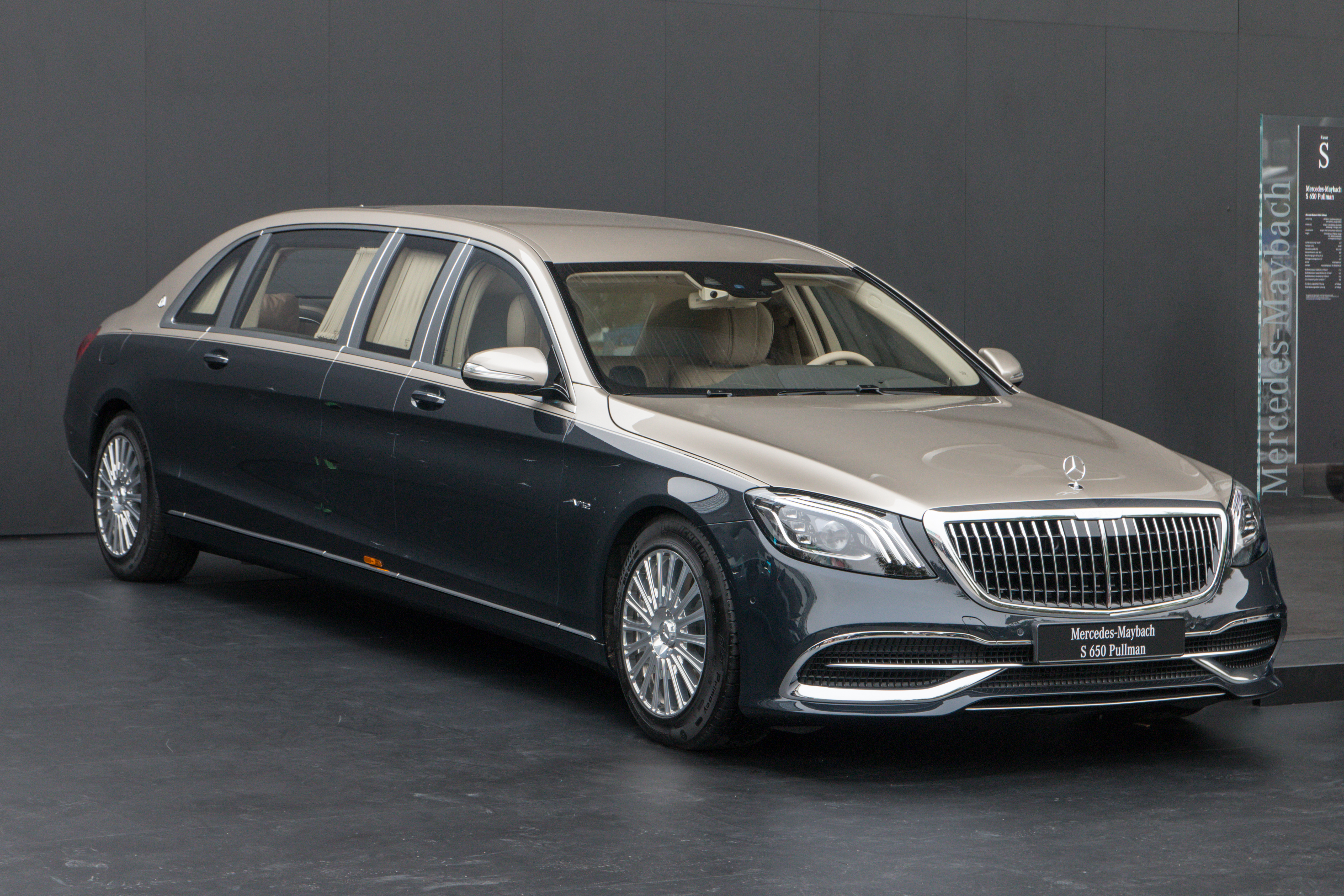
Mercedes-Maybach S650 Pullman (VV 222)

На Женевському автосалоні в березні 2015 року представили Mercedes-Maybach S600 Pullman довжиною 6499 мм з посадковою формулою 2х2х2, автомобіль оснастять двигуном 6,0 л V12 twin-turbo, пізніше має з'явитися і гібридна версія. Назва «Pullman» спочатку застосовувалося для залізничних вагонів з розкішними купе і відкритим плануванням, виготовлених американською компанією Pullman Palace Car Company. Його ж і перейняла марка Mercedes-Benz для позначення автомобілів з надзвичайно довгою колісною базою і дуже просторими салонами. Модель довжиною в 6.5 метра (що на +1053 мм довший стандартного S-класу) з колісною базою в 4418 мм і просторим салоном оснащується 6 місцями для посадки пасажирів і великим набором зручностей в стандартній комплектації. Опціонально доступне бронювання кузова.
Особливістю автомобіля є спеціальні сидіння з підвищеним рівнем комфорту завдяки особливому налаштуванні кінематики. Подушка і спинка регулюються окремо. Для представницьких сидінь максимальний кут нахилу спинки становить 43.5 градусів. Найбільш вертикальне положення в 19 градусів дозволяє пасажиру розташуватися на сидіннях лежачи. Підголівники оснащуються додатковою подушкою в базовій комплектації автомобіля. Шкіряна оббивка інтер'єру також є стандартом для всієї лінійки Pullman. Водія і пасажирів розділяє скляна, електронно регульована перегородка з можливістю затемнення.

## Mercedes-AMG

### S63 AMG

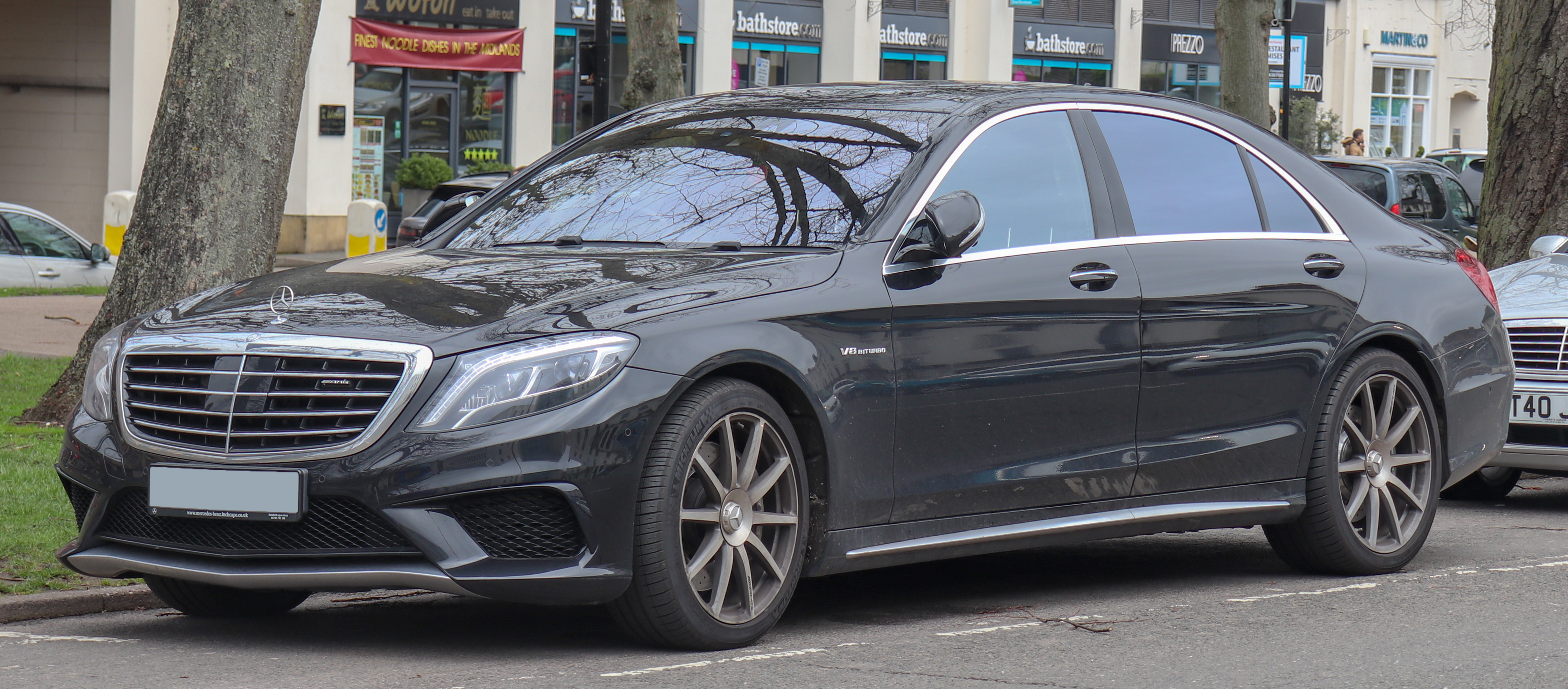
Mercedes-Benz S63 AMG L (V 222)

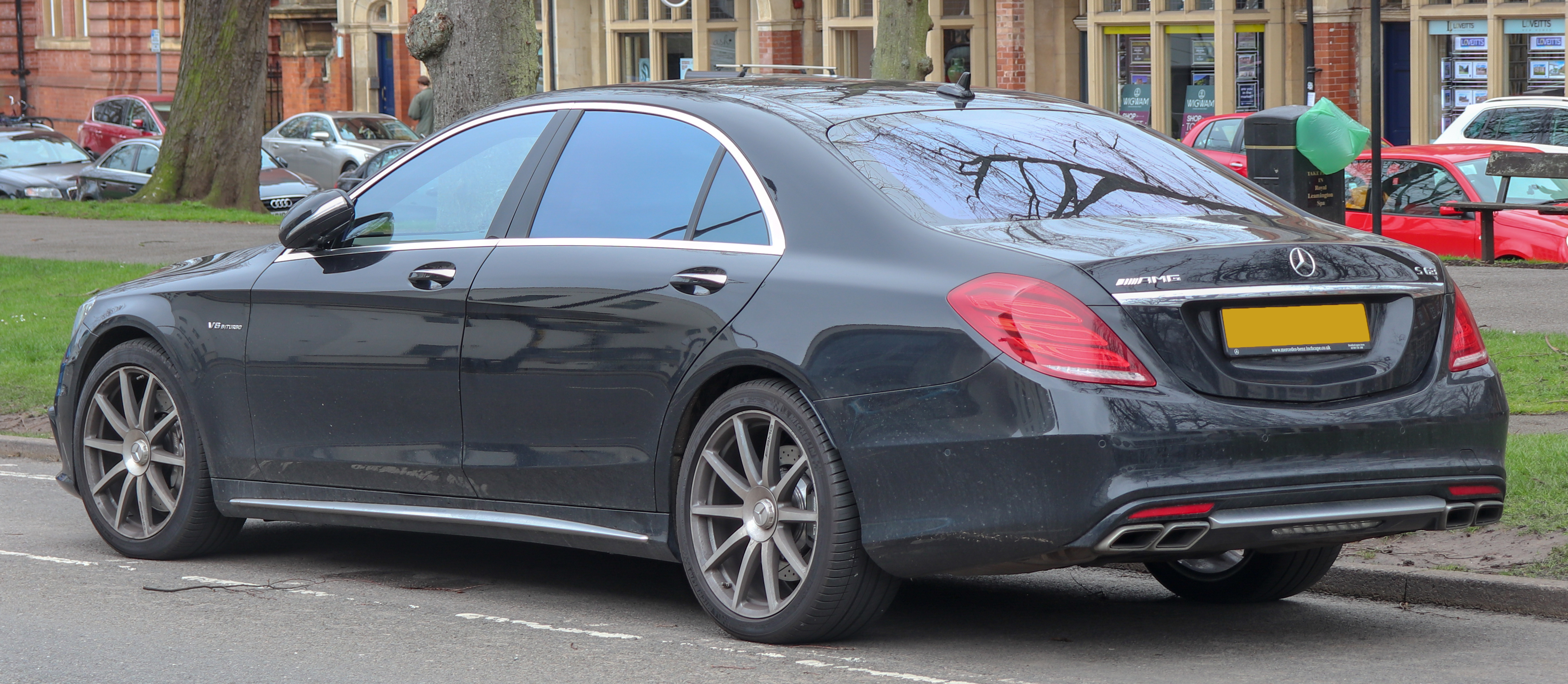
Mercedes-Benz S63 AMG L (V 222)

У 2013 році на Франкфуртському автосалоні відбувся офіційний дебют автомобілів S63 AMG і S63 AMG 4MATIC. Моделі з'явилися в трьох версіях: задньоприводному короткобазному варіанті — S63 AMG SWB, зі збільшеною базою — S63 AMG LWB (тільки як праворульна модифікація) і в повноприводному довгобазному виконанні S 63 AMG 4MATIC LWB. Зовні AMG-версія відрізняється від простого S-класу видозміненими сплиттером, порогами, іншими колісними дисками (19 дюймові за замовчуванням, а за доплату — 20 дюймів), присутністю чорного глянцю на решітці радіатора, сріблястими вставками і спеціальними шильдиками. Всередині автомобіль відрізняється від вихідної моделі спортивними сидіннями AMG з пам'яттю, рульовим колесом AMG, перфорованою шкірою, оригінальними аналоговим годинником IWC з корпусом ручної роботи, шильдиками, накладками, тисненням, зміненим меню і розкладками віртуальних приладів. У всіх версій двигун один: 5,5-літровий бі-турбо V8 Mercedes-AMG M157 з безпосереднім уприскуванням палива і потужністю в 585 кінських сил (430 кВт) при 5500 об/хв і 900 Нм крутного моменту при 2250-3750 об/хв.

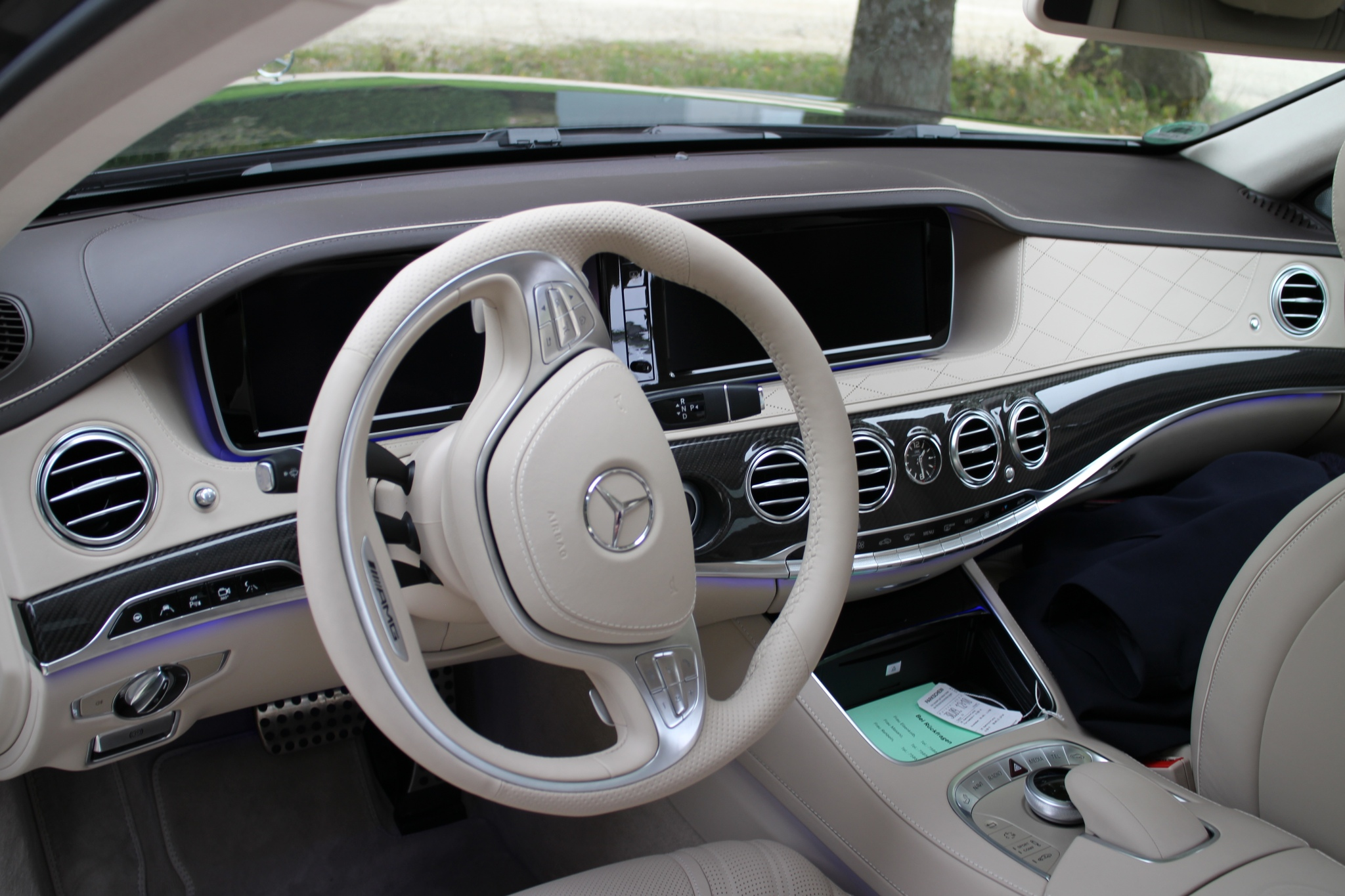
Mercedes-Benz S63 AMG

Основні динамічні характеристики модифікацій без повного приводу залишилися на колишньому рівні, що і у седана попереднього покоління W221, — розгін з нуля до 100 км/год складає 4,4 секунди, а максимальна швидкість, як і раніше, залишилася обмеженою електронікою на позначці в 250 км/год. Повнопривідний варіант 4MATIC швидший в розгоні до 100 км/год майже на півсекунди — 4,0 сек. Середня витрата палива на 100 км/год складає 10.1 л у обох задньопривідних модифікацій і 10.3 л у повнопривідного варіанту 4MATIC. В середньому S63 AMG став на 0.4 л/100 км економічнішим в порівнянні з попередником.

### S63 AMG 4MATIC+ (2017- наш час)
Влітку 2017 року була представлена рестайлінгова версія S63 AMG — S63 AMG 4MATIC+. Старий 5.5-літровий двигун був замінений новим 4.0-літровим V8 бітурбо з індексом M177 DE 40 LA. Його потужність складає 612 к. с. а крутний момент — 900Нм. З цим двигуном більш ніж 2-тонний представницький седан (або ж купе) розганяється до сотні за 3.5 с., «максималка» обмежена на позначці 250 км/год, проте за додаткову доплату, ліміт може бути піднятий до 300 км/год.

### S65 AMG

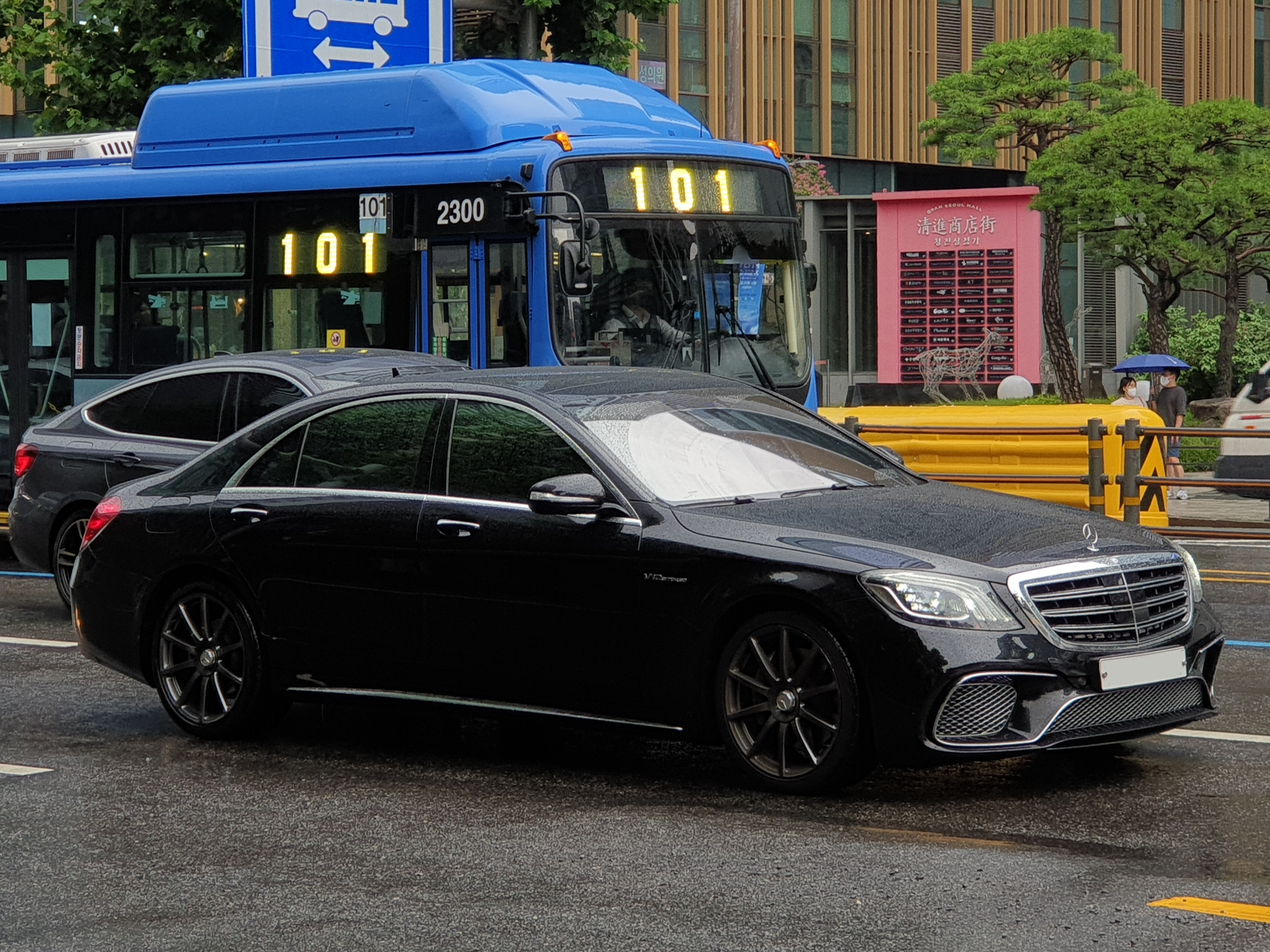
Mercedes-Benz S65 AMG L (V 222)

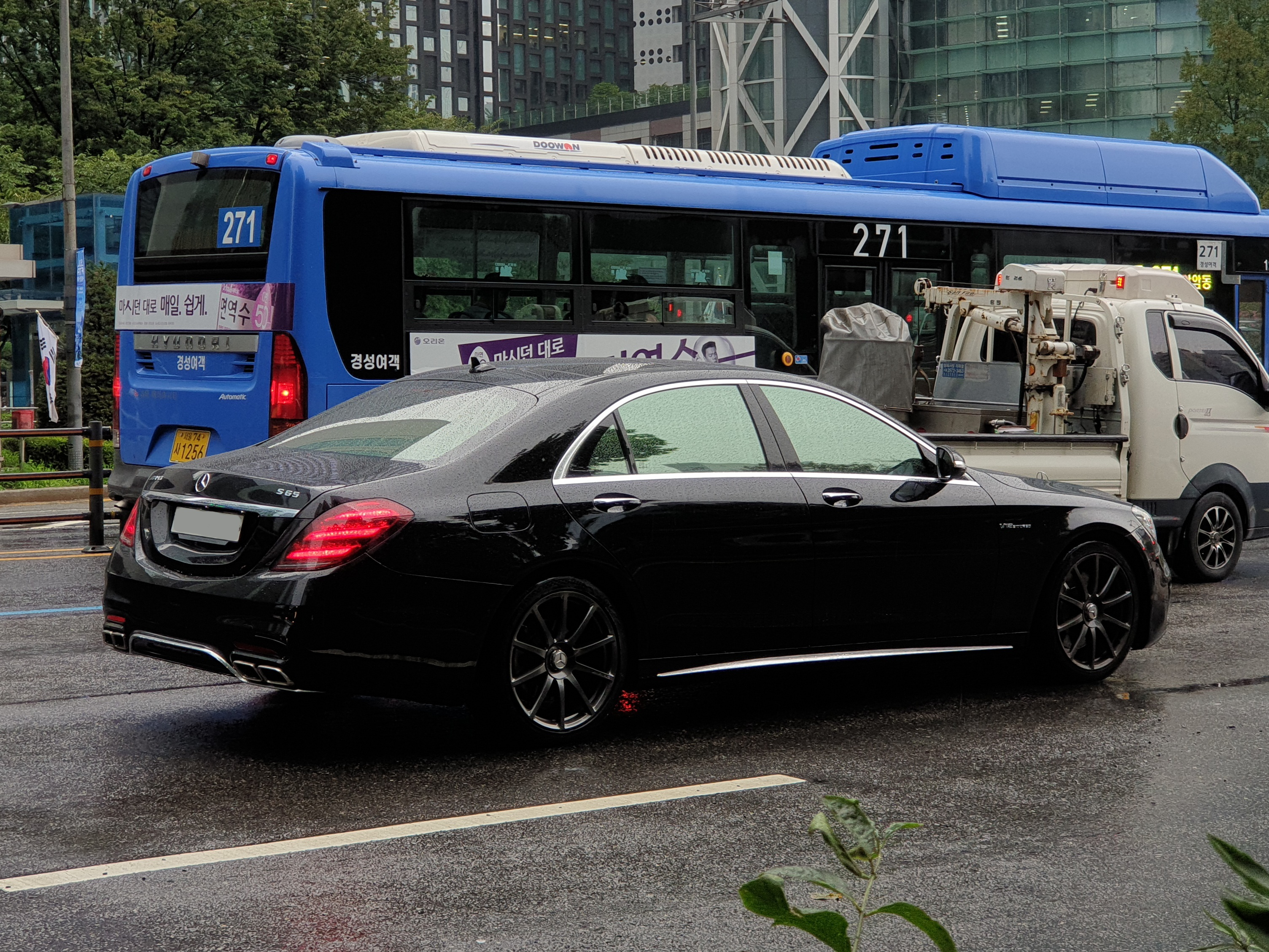
Mercedes-AMG S 65 Final Edition

Модель S65 AMG дебютувала на автосалоні в Лос-Анджелесі в 2013 році. Продажі стартували з березня 2014 року. Модель S65 AMG (W222) є єдиним високопродуктивним 12-циліндровим автомобілем від німецького виробника Mercedes-Benz в своїй серії: перше покоління S65 AMG було запущено в 2003 році, друге вироблялося з 2006 до 2013 року.
Новий автомобіль являє собою версію з подовженою колісною базою седана з 6,0-літровим V12 бітурбо двигуном потужністю 630 к. с. (463 кВт). при 4800 об/хв і 1000 Нм крутного моменту при 2300-4300 об/хв. Зовні модель відрізняється ексклюзивною вуглецево-волоконною/алюмінієвою кришкою двигуна, двома логотипами AMG зліва і праворуч від центрально розташованої емблеми Mercedes-Benz, шильдиками «V12 BITURBO» і «S65 AMG», а також 255/40 R20 передніми і 285/35 R20 задніми шинами. Технологічні рішення включають спортивну AMG підвіску з системою MAGIC BODY CONTROL, 7-ступінчасту автоматичну коробку передач, ESP Dynamic Cornering Assist, електромеханічне чутливе до швидкості спортивне рульове колесо AMG зі змінним ступенем рульового управління, 16-спицеві керамічні поліровані легкосплавні диски AMG (опціонально 10-спицеві матові кольори сірий титан). За бажанням може бути встановлена керамічна високопродуктивна композитна гальмівна система AMG. Head-Up дисплей і тачпад отримали удосконалення і також можуть бути встановлені в автомобіль за бажанням замовника.
Пакет опцій AMG Performance Studio включає варіант обробки екстер'єру за допомогою вуглецевого волокна, рульове колесо AMG Performance в шкірі наппа/DINAMICA (чорний), AMG-обробку з вуглецевого волокна/чорного рояльного лаку, червоні гальмівні супорти. На автомобіль можна встановити 360 ° камеру, телефон для задніх сидінь, пакет оформлення designo, першокласні задні сидіння, складаний столик і тепловий пакет.
Виробництво S65 AMG закінчиться в 2021 році.